# Heinz-Walter Friedriszik

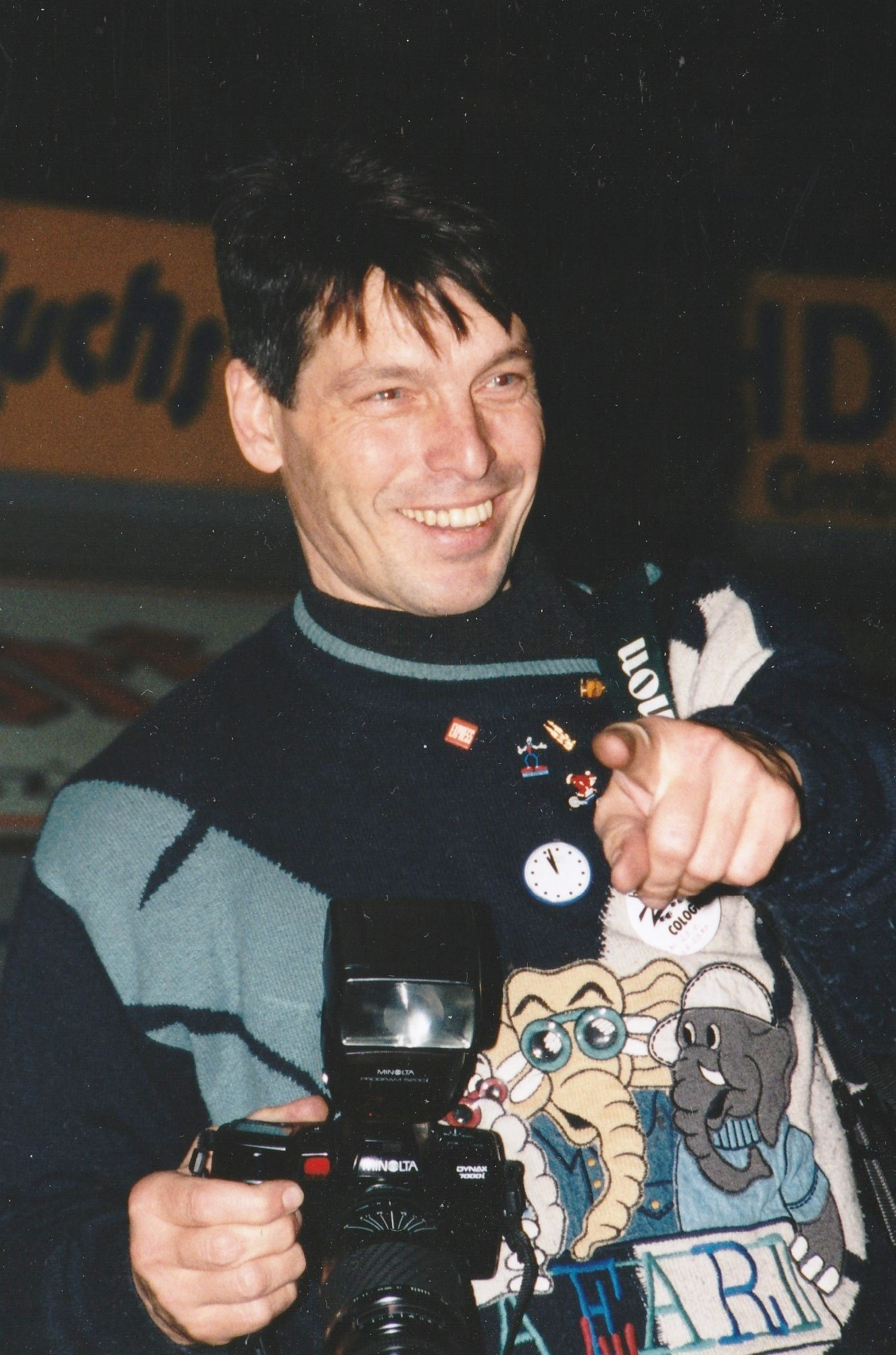
Zik (1998)

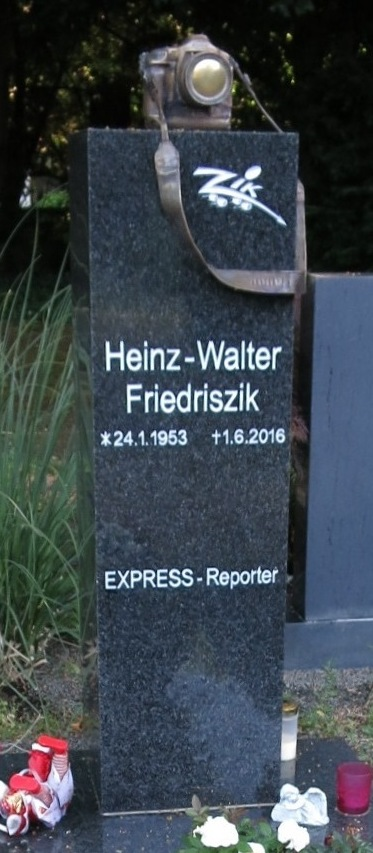
Grab auf Friedhof Melaten

Heinz-Walter Friedriszik genannt „Zik“ (* 24. Januar 1953; † 1. Juni 2016 in Köln) war ein deutscher Fotojournalist und Kölner Mundartsänger.

## Leben
Heinz-Walter Friedriszik war gelernter Elektroinstallateur. Nach einem Betriebsunfall war er als gelernter kaufmännischer Angestellter und als Neon-Monteur tätig. Von Juli 1980 bis zu seinem Tod war er für die Boulevardzeitung Express tätig. Innerhalb Kölns galt er als „Kölsches Original“ oder als „Kult-Fotograf“ und wurde allgemein „Zik“ genannt. Eines seiner frühen Markenzeichen war, dass er auf Rollschuhen in und durch Köln seiner Arbeit nachging. Er wurde so zum Sinnbild eines „rasenden Reporters“.
Durch seine Arbeit erlangte er insbesondere innerhalb Kölns Bekanntheit, in der Branche aber auch weit über die Stadtgrenzen hinaus. Zu seinem Fotorepertoire gehörten neben Fotos von Prominenten und Events auch aktuelle Nachrichtenbilder aus Köln. So gelang es ihm beispielsweise während des G8-Gipfels in Köln 1999, den US-amerikanischen Präsidenten Bill Clinton im historischen Rathaus beim Dirigieren des Jugendchors Sankt Stephan zu fotografieren. Friedriszik hatte sich von anderen Fotografen abgesetzt und auf der Treppe platziert, um Clinton beim Eintrag in das Goldene Buch der Stadt fotografieren zu können, als dieser spontan die Treppe empor kam, um zu dirigieren. Einige seiner Fotos wurden für Bücher und Plattencover verwendet, beispielsweise in der Chronik Köln (Chronik Verlag, 1997), im Kulturverführer Köln (Helmut Metz Verlag, 2005), in Mike Krügers Mein Gott, Walther – Das Leben ist oft Plan B (Piper, 2015), im NRW-Lexikon (Springer-Verlag, 2013), in Johannes Heesters – ein Mensch und ein Jahrhundert (Schwarzkopf & Schwarzkopf), in Jürgen Trimborns Biografie über Rudi Carrell (Bertelsmann, 2006) und Michael Lesch als „der Fahnder“ in der Rolle als „Martin Riemann“ in dessen autobiografischem Werk Ein Jahr Hölle – So besiegte ich den Krebs (Bastei Lübbe, 2002).
Zudem sang und musizierte Friedriszik mit der Mundharmonika bei verschiedenen Anlässen. Einige seiner Lieder wurden aufgenommen.
Heinz-Walter Friedriszik verunglückte im Alter von 63 Jahren tödlich in seiner Wohnung. Seine Grabstätte befindet sich auf dem Kölner Friedhof Melaten (Flur 11 (F)). Im August 2016 wurde die Miniatur-Kamera auf dem Grabkreuz gestohlen.  Für den Grabstein schuf der Bildhauer Herbert Labusga einen Bronzeguss der Canon EOS-1, einer Kamera, die Friedriszik für seine Aufnahmen benutzte. Im April 2018 wurde das Grab geschändet und die Kamera auf dem Grabstein gestohlen.

## Musik
- 1977/78: Kölsche Fastelovend (Mer fiere Fastelovend) (mit Marie-Luise Nikuta; Edition Melodia Hans Gerig; veröffentl. auf mehreren Tonträgern)[21]
- 2005: Hustensaft (EMI Partnership Musikverlag; veröffentlicht auf Megajeck 9)[22]
- 2006: Pressefotograf (De Bläck Fööss Musikverlag; veröffentlicht auf Megajeck 10)[23]
- 2007: Kaffeeklatsch (veröffentlicht auf Megajeck 11)[24]
- 2008: Kumm, dun schön laache (Dabbelju Music; veröffentlicht auf Megajeck 12)[25]
- 2009: Der Nüggel (Dabbelju Music; veröffentlicht auf Megajeck 13)[26]
- 2012: Ming Stadt (veröffentlicht auf Megajeck 16)[27]
- 2012: Et weed Zigg (Dabbelju Music; veröffentlicht auf Weihnacht en Kölle – Die 40 schönsten Weihnachtslieder)[28]
- 2013: Loss mer jet noh Neppes gonn (veröffentlicht auf Megajeck 17)[29]
- 2014: Ich ben Kölsch (mit dem Kölner Jugendchor Sankt Stephan[30]; veröffentlicht auf Megajeck 18)[31]

## Rezeption
Bereits 1983 schrieb die Kölner Band Bläck Fööss, die auch als Autogrammkartenmotiv ein Tanzbrunnen-Foto von Friedriszik verwendet hatten, den Song Pressefotograf für und über ihn.

„Ich han immer alles em Visier, un wenn irjendeiner mich beim Knipse hindere well, ich sagen dir, do wäden ich zom Dier.“

Über Friedriszik berichtet wurde unter anderem Ende September 1991 in einer Episode der ZDF-Reihe Aspekte und 1993 im Dokumentarfilm Harte Jobs. Jürgen Zeltinger widmete ihm 2005 den Song D'r Foto Zik (ZettXpress feat. Jürgen Zeltinger).

## Geiseldrama von Gladbeck
Als die Geiselnehmer von Gladbeck auf ihrer Irrfahrt in der Kölner Innenstadt hielten, war ZIK nicht nur der einzige Fotograf, der am Auto der Gangster eine Leiter aufbaute, um ein besseres Bild zu haben, sondern auch einer der "lautesten", als es darum ging, mit den Gangstern zu kommunizieren und Anweisungen zu geben. Die Geiselnehmer hatten dem späteren Todesopfer Silke Bischoff für die Fotografen damals für Fotos eine Pistole an den Kopf gehalten. Polizisten in Zivil konnten nicht zum Fahrzeug vordringen. Das Verhalten der Presse gilt noch heute als dunkles Kapitel in der deutschen Pressegeschichte.